# Pseudomyrmex voytowskii
Pseudomyrmex voytowskii är en myrart som först beskrevs av Enzmann 1944.  Pseudomyrmex voytowskii ingår i släktet Pseudomyrmex och familjen myror.

## Underarter
Arten delas in i följande underarter:
- P. v. costaricensis
- P. v. voytowskii